# فندق غالفيز
فندق غالفيز هو فندق تاريخي يقع في غالفستون تكساس الولايات المتحدة الأمريكية الذي افتتح في عام 1911. وأطلق على مبنى في جالفيز تكريم برناردو دي غالفيز ذ مدريد عدد من غالفيز لمن كان اسمه في المدينة وتم إضافة مبنى إلى السجل الوطني للأماكن التاريخية في 4 أبريل 1979.
فندق غلفيز وسبا وفندق ويندهم غراند هو عضو في الفنادق التاريخية الأمريكية والبرنامج الرسمي للصندوق الوطني للحفاظ على التراث التاريخي.

## التاريخ
يعتزم قادة المجتمع المدني غالفستون على بناء فندق غالفيز في عام 1898 بعد أن دمر حريق فندق كبير آخر (فندق بيتش) في جزيرة غالفستون وبعد إعصار من عام 1900 تسارعت الخطط من أجل جذب السياح إلى الجزيرة وقد تم تصميم الفندق من قبل ماوران وراسيل وكروويل سانت لويس وميسوري باستخدام مزيج من بعثة النهضة والإسبانية إحياء الأساليب وافتتح الفندق في يونيو 1911 بتكلفة قدرها مليون دولار.
و في 3 أكتوبر 1940 حصلت على فندق غالفيز من قبل ويليام لويس موديز صغار خلال الحرب العالمية الثانية و الفندق احتلت من قبل خفر السواحل في الولايات المتحدة لمدة عامين وكانت الغرف لا تؤجر للسياح وأعيد أهمية في غالفيز في الاقتصاد المحلي بعد الحرب ولا سيما خلال أواخر 1940 و 1950 في وقت مبكر عندما كان القمار شعبية في غالفستون ومع ذلك حين أغلقت صناعة القمار غير المشروعة لأسفل وفي منتصف 1950 من قبل تكساس رينجرز أصبح الاقتصاد المحلي الاكتئاب وتدهورت غالفيز.
و تلقى الفندق تجديد رئيسي في عام 1965 و في عام 1971 الفندق تم شراؤها من قبل هارفي أو ماككارتي والدكتور ليون برومبيرغ وفي عام 1979 بدأ ترميم أخرى إلى الفندق دنتون كولي الذي قام بشراء الفندق في عام 1978 و أصبح من حق الانتخاب ماريوت في عام 1989 و تم شراؤها الفندق في أبريل 1995 من قبل غالفستون التطوير العقاري الأصلي والحقيقي جورج ميتشل بي وميتشل استعادة الفندق إلى 1911 نظرة التاريخي وبينما يملكها خصائص تاريخية ميتشل وأعطى اتفاق إدارة 1996 يوما بعد يوم السيطرة العملياتية ويندهام للفنادق والمنتجعات تحت اسم فندق غالفيز ويحتوي الفندق على 226 غرفة وجناحا.
و خلال إعصار آيك في عام 2008 فقد الفندق البلاط الطين من سقفه وغمرت المياه بسبب انخفاض مستواه وحيث سبا ونادي صحي ومكاتب تجارية ومرافق غسيل الملابس كانت موجودة. وقد بني الفندق في عام 1911 بعد عشر سنوات الإعصار المدمر الذي قتل نحو 6000 من سكان جزيرة غالفستون وجهت معظم المباني في الجزيرة ويحتل الفندق الموقع حيث فندق الشاطئ وجناح الكهربائية ومعبد الحمام وقفت مرة واحدة.
وأحيلت غالفيز باسم «ملعب الجنوب الغربي» في الغالب لاجتماعية ثرية ورجال الأعمال والمشاهير ورؤساء دول أمريكا فرانكلين دي روزفلت ودوايت أيزنهاور ويندون جونسون بقي في غالفيز وكما فعل الجنرال دوغلاس ماك آرثر وتشمل الأسماء البارزة الأخرى جيمي ستيوارت وفرانك سيناترا وهوارد هيوز وتتم تسمية العديد من 6 و7 جديد الكلمة والأجنحة العليا لهذه الشخصيات الشهيرة وسيئة السمعة.

## معرض صور

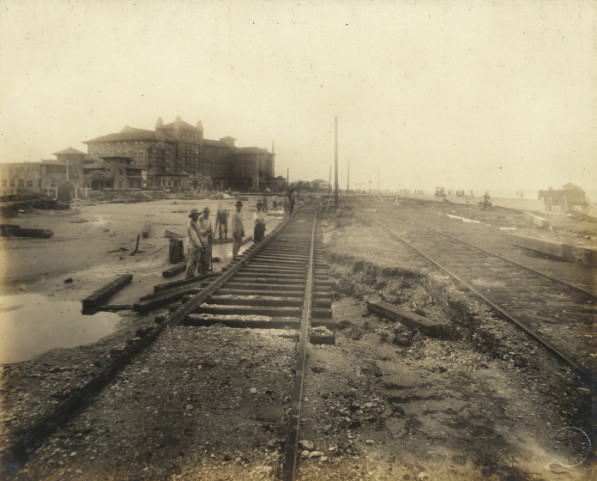
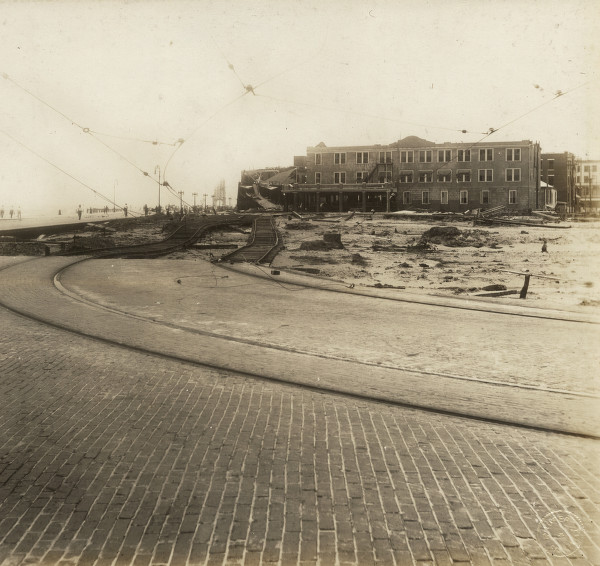
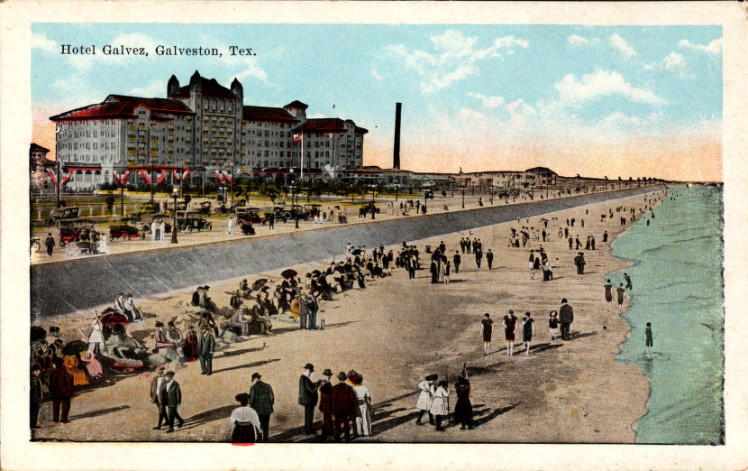